# محسن حنیف
محسن حنیف (زادهٔ ۲۳ اردیبهشت ۱۳۶۴ در بروجرد) پژوهشگر، مترجم، دانشیار دانشگاه خوارزمی و برگزیده جشنواره‌های کتاب سال جمهوی اسلامی ایران، جایزه جلال آل احمد و قلم زرین است.

## زندگی
محسن حنیف در رشته ادبیات انگلیسی دانشگاه تهران پذیرفته شد و تا پایان در همین دانشگاه ادامه تحصیل داد. او در سال ۱۳۹۳ به عضویت هیئت علمی دانشگاه خوارزمی درآمد. حنیف در کنار تدریس در دانشگاه، مقاله‌ها و کتاب‌هایی را با موضوعات ادبیات غرب و ادبیات ایران نگاشته و منتشر کرده‌است.

## نوشته‌ها

### پژوهشی
1. بومی‌سازی رئالیسم جادویی در ایران، (به همراه محمد حنیف)، ناشر انتشارات علمی و فرهنگی. ۱۳۹۷.[۹]
2. نوشتن در سایة جنگ، (به همراه محمد حنیف)، ناشر شهرستان ادب، ۱۳۹۶.[۱۰]
3. کندوکاوی پیرامون ادبیات داستانی جنگ و دفاع مقدس (به همراه محمد حنیف)، ناشر انتشارات صریر، ۱۳۸۸.

### ترجمه
1. تاویل و تاویل افراطی، استفان کولینی، (به همراه طاهره رضایی)، ناشر دانشگاه علامه طباطبایی، ۱۳۹۶.[۷]
2. کتاب‌های ممنوع (سرگذشت رمان‌های ممنوع شده به دلایل اجتماعی در آمریکا و جهان)، دان سووآ، (به همراه طاهره رضایی)، ناشر انتشارات علمی و فرهنگی، ۱۳۹۶.[۱۱]
3. کتاب‌های ممنوع (سرگذشت رمان‌های ممنوع شده به دلایل سیاسی در آمریکا و جهان)، نیکلاس جی کارولایدز، (به همراه طاهره رضایی)، ناشر انتشارات علمی و فرهنگی، ۱۳۹۶.[۱۲]